# 민란
민란(民亂, 영어: peasant revolt)은 봉건 체제의 신민이 생존에 위협을 받을 정도의 수탈을 당했을 때 이를 타개하기 위해 봉기하는 경제 투쟁이다. 권력 장악을 위한 정치투쟁인 변란과는 구분된다.

## 개요
처음에는 향회 등의 합법적 방법을 통해 부조리를 지적하다가, 좌절되면 봉기하여 관아를 장악한다. 봉기한 농민들은 집집마다 연락을 취해 농기구나 몽둥이로 무장하여 관아로 쳐들어간다. 민란의 준비 과정에서 참여를 거부하는 집에 벌금을 물리는 등 강제적 수단이 가해지기도 했다. 관아로 진격하는 길에 농민을 수탈하는 아전·지주·토호·고리대금업자들의 집을 파괴한다. 관아를 점령한 농민들은 아전들을 구타 및 살해하고, 수령은 위해를 가하지는 못했지만 욕설로 능욕하거나 가마에 태워 고을 밖에 내다 버리기도 했다. 행정력을 장악한 농민들은 시위를 통해 요구사항을 관철시키려 하며, 관에서는 요구사항을 받아들인다는 문서인 완문(完文)을 발표한다. 수습을 위해 중앙 관리가 파견되면 자진 해산하고, 중앙 관리는 민란 주동자와 원인제공자인 지방 관리 및 향리를 처벌하는 것이 일반적 과정이다.

## 특징
민란의 뚜렷한 특징은 다음과 같다.
1. 저항의 주체가 주로 농민 즉 소작인(소작농, peasant, tenant farmer)들이다. 몰락양반 출신에서 품팔이꾼까지 농민들도 경제적·신분적 계층이 다양했지만, 수탈로 말미암아 삶의 동력을 상실한 농민이라면 대부분 민란에 참여했다.
2. 기본적으로 경제투쟁이다. 특히 세금을 둘러싼 경제적 요소가 정치나 다른 요인들보다 민란에 크게 작용했다.
3. 민란은 최소 행정단위를 무대로 일어나고, 투쟁의 범위가 거기서 벗어나지 못한다. 즉, 지역간의 연대가 이루어지는 경우가 거의 없으며, 국가적 저항이 아니라 지역 내의 저항이라고 할 수 있다.
4. 관아를 점거할 때까지는 저항의 강도가 매우 거세지만, 결국은 정부 측과의 협약과 동지에 해산하는 1회성 투쟁에 그친다. 아전·토호는 폭행 끝에 살해되기도 했지만, 수령은 능욕할 분 직접적 해를 끼치지 않았다. 수령은 왕명을 받았기 때문에 함부로 건드릴 수 없다는 전근대적 사고방식이 농민들 사이에 은연중에 깔려 있었기 때문이다.
5. 민란에 대한 정부의 조치는 근본적 해결책이 아니라 임시방편적인 것에 지나지 않는다. 민란이 발생하면 농민들을 진정시키기 위해 선무사를, 진상 조사를 위해 안핵사를 파견하고 문제 수령을 교체한다. 그러나 민란이 과격화된 경우에는 지방 수령들에게 선참후계를 허락하는 등 강경하게 나섰다.

## 같이 보기
- 노예전쟁
- 마오쩌둥 사상